# أوتو فون غارنييه
أوتو فون غارنييه (بالألمانية: Otto von Garnier)‏ هو ضابط ألماني، ولد في 1 مايو 1859 في برودنيك في بولندا، وتوفي في 17 يونيو 1947 في هشينغن في ألمانيا.